# Manfred Bengel
Manfred Bengel (* 1942) ist ein deutscher Rechtswissenschaftler.

## Leben
Bengel studierte an der Julius-Maximilians-Universität Würzburg Rechtswissenschaften und Betriebswirtschaftslehre und wurde aktives Mitglied der katholischen Studentenverbindung K.St.V. Rheno-Frankonia im KV. An der rechts- und staatswissenschaftlichen Fakultät der Universität promovierte er 1968 über Den privatrechtsgestaltenden Verwaltungsakt. Er blieb zunächst in Würzburg und arbeitete als wissenschaftlicher Assistent am Lehrstuhl für Staats- und Verwaltungsrecht. 1972 ließ er sich als Notar in Schweinfurt nieder und übersiedelte 1987 nach Fürth.
Dort übernahm er an der Universität Erlangen-Nürnberg einen Lehrauftrag für die praktische Rechtsanwendung im Sachen-, Familien-, Erb- und Handelsrecht. Seit 1993 ist er Honorarprofessor für Bürgerliches Recht, Freiwillige Gerichtsbarkeit und Rechtsgestaltung.
Von 1988 bis 1998 war er Stellvertreter des Präsidenten der Notarkasse A.d.ö.R. in München, von 1998 bis 2010 Präsident dieser Organisation, anschließend wurde er zum Ehrenpräsidenten ernannt.
Seit dem 1. Januar 2011 ist er Notar a. D., Koordinator der Arbeitsgemeinschaft der Europäischen Notarkassenpräsidenten und Präsident der CSSN (Kommission für Soziale Sicherheit im Lateinischen Notariat = UINL).
Bengel ist Autor bzw. Mitautor zahlreicher wissenschaftlicher Fachveröffentlichungen (etwa Korintenberg/Lappe/Bengel/Reimann: Kostenordnung; Reimann/Bengel/J. Mayer: Testament und Erbvertrag; Bengel/Simmerding: Grundbuch/Grundstück/Grenze; Bengel/Reimann: Handbuch der Testamentsvollstreckung).

## Ehrungen und Auszeichnungen
- 1991: Investitur in den Ritterorden vom Heiligen Grab zu Jerusalem
- 1997: Bundesverdienstkreuz am Bande
- 2004: Verdienstkreuz 1. Klasse des Verdienstordens der Bundesrepublik Deutschland
- 2007: Bayerischer Verdienstorden